# Marruecos en los Juegos Paralímpicos de Atenas 2004
Marruecos estuvo representado en los Juegos Paralímpicos de Atenas 2004 por diez deportistas, siete hombres y tres mujeres.

## Medallistas
El equipo paralímpico marroquí obtuvo las siguientes medallas:
| Nombre          | Deporte   | Evento                          |
| --------------- | --------- | ------------------------------- |
| Oro             |           |                                 |
| Abdalá Ezin     | Atletismo | 800 m T52 masculino             |
| Mustafa Auzari  | Atletismo | 1500 m T11 masculino            |
| Plata           |           |                                 |
| Laila El-Garaa  | Atletismo | Peso F40 femenino               |
| Abdelgani Gtaib | Atletismo | 1500 m T46 masculino            |
| Mustafa Auzari  | Atletismo | 5000 m T11 masculino            |
| Mohamed Dif     | Atletismo | Salto de longitud F46 masculino |
| Bronce          |           |                                 |
| —               |           |                                 |